# Nigrán
Nigrán là một đô thị trong tỉnh Pontevedra, Galicia, Tây Ban Nha.